# Четерешко прело
Четерешко прело је духовно–културна, туристичка и етно манифестација и верни је чувар народне традиције кроз песму, фолклор, музику и друге облике народног умећа и стваралаштва.
Одржава се првог викенда по Петровдану сваке године у Четережу у оквиру општине Жабари, у организацији Центра за културу „Војислав Илић- Млађи” У прелепом амбијенту Четерешке шуме, непосредно поред најзначајнијег духовног центра читаве општине, сакралног комплекса сачињеног од цркве брвнаре из 1804. године и нове цркве рођења Пресвете Богородице саграђене 1854. године.
Посетиоци долазе привучени јединственим збиром традиционалних лепота и вредности природе и духовности крунисаних великим сабором православних хорова. Стални раст интересовања за Прело довео је до тога да скуп добије међународни карактер, захваљујући пре свега гостовању хорова из других православних земаља. Уз богат пратећи програм, Четерешко прело има потенцијал да буде прави бренд по којем ће Жабари постати познато у земљи и у свету.